# 聖皮埃爾島 (塞舌爾)

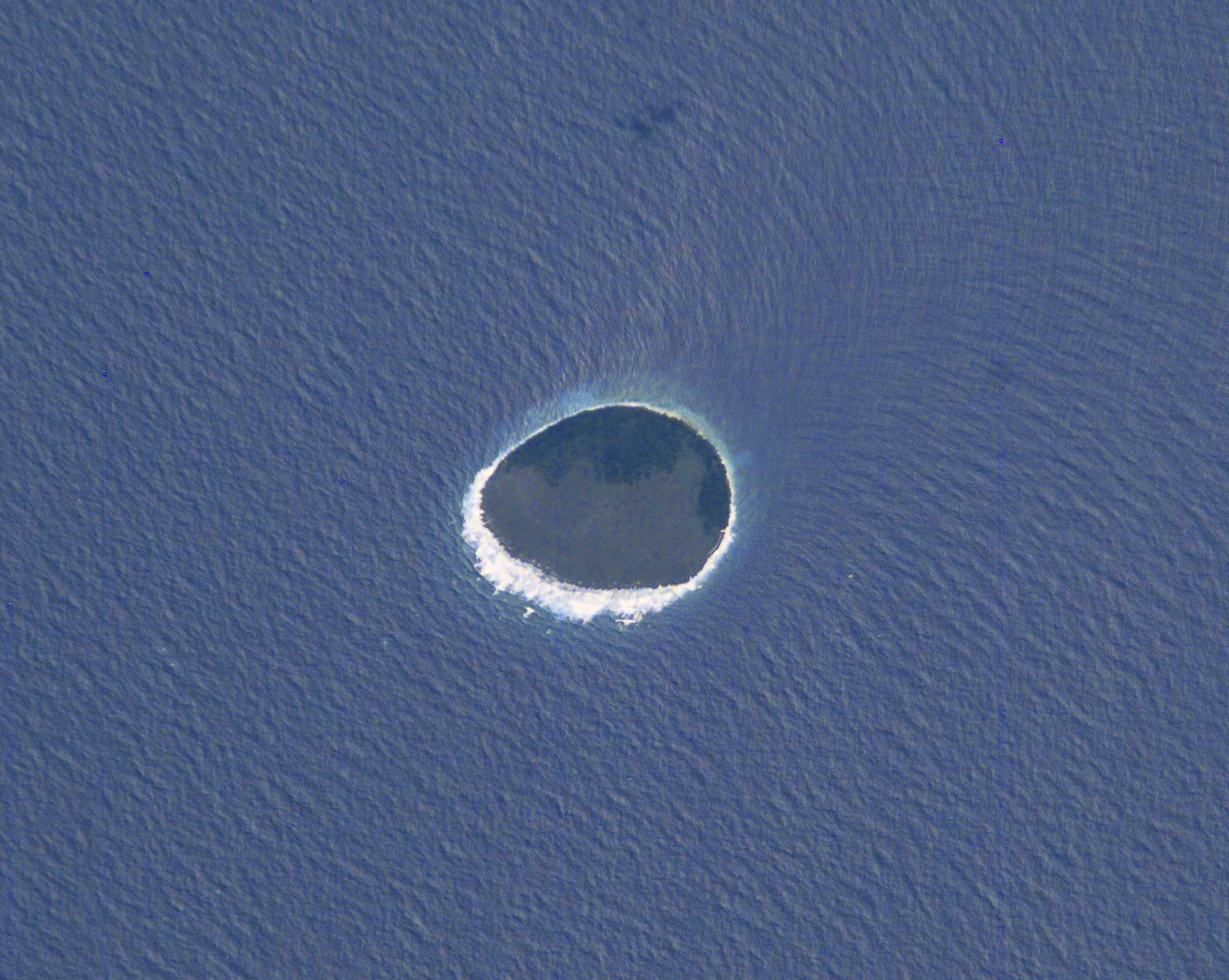

聖皮埃爾島（法語：Île Saint-Pierre）是東非國家塞舌爾的島嶼，屬於法夸爾群島的一部分，距離馬埃島約704公里，長1.6公里、寬1.4公里，面積1.68平方公里，島上無人居住。
9°17′S 50°44′E / 9.283°S 50.733°E